# Chính trị Bhutan
Từ năm 1907, thời điểm khởi đầu của vương triều Wangchuck tới năm những năm 1950, Bhutan là nước quân chủ chuyên chế. Năm 1953, Quốc vương Jigme Dorji Wangchuck cho lập Tshogdu (quốc hội đơn viện) đầu tiên và giảm dần quyền lực của quân chủ. Năm 2006, một bản Hiến pháp mới được đệ trình và được thông qua vào năm 2008. Cuộc bầu cử đại biểu quốc hội lưỡng viện Bhutan đầu tiên diễn ra vào tháng 12 năm 2007 và tháng 3 năm 2008 đã đưa Bhutan trở thành một nước theo chế độ quân chủ lập hiến. Druk Gyalpo (Quốc vương Bhutan) là người đứng đầu nhà nước. Quyền hành pháp được thực hiện bởi Lhengye Zhungtshog - tức Hội đồng Bộ trưởng, đứng đầu bởi Thủ tướng. Quyền lập pháp được trao cho Quốc hội lưỡng viện: Hội đồng Quốc gia là thượng viện và Quốc hội là hạ viện. Một sắc lệnh hoàng gia ban hành vào ngày 22 tháng 4 năm 2007 đã bãi bỏ lệnh cấm trước đây đối với các đảng phái chính trị, cho phép họ được thành lập trước kỳ bầu cử Quốc hội sẽ được tổ chức vào năm sau. Trong năm 2008, Bhutan thông qua Hiến pháp hiện đại đầu tiên, soạn thảo các thể chế chính phủ và khuôn khổ pháp lý cho một hệ thống đa đảng dân chủ.

## Chủ quyền
Người dân Bhutan có lịch sử không bao giờ có nghi ngờ về chủ quyền quốc gia của họ. Bhutan trên thực tế chưa bao giờ bị thực dân hóa. Tuy nhiên, đối với thế giới bên ngoài, cụ thể là Ấn Độ và trước đó là Raj thuộc Anh, Bhutan ít được coi là vương quốc chủ quyền vì lợi ích địa chính trị của họ. Bhutan được Raj thuộc Anh coi là chủ quyền dòng họ, trong thời gian chế độ quân chủ hiện nay được thành lập. Chính sách ngoại giao và quốc phòng phải được người Anh quyết định theo Hiệp ước Punakha năm 1910. Điều này thật ra không có ý nghĩa gì đối với người Bhutan do chính sách sự cô lập tự áp đặt của họ. Năm 1949, sau khi Ấn Độ độc lập, Bhutan và Ấn Độ đã thỏa thuận một hiệp ước 10 điều vĩnh viễn, có hiệu lực tiếp tục mối quan hệ, nhưng với Ấn Độ thay thế cho Vương quốc Anh. Tức là, Ấn Độ đã đồng ý không can thiệp vào quan hệ nội bộ của Bhutan, trong khi Bhutan đồng ý "được hướng dẫn bởi lời khuyên của Chính phủ Ấn Độ về quan hệ đối ngoại" (Điều 2). Hiệp ước cũng thiết lập thương mại tự do và dẫn độ đầy đủ giữa hai nước.
Tháng 2 năm 2007, Hiệp ước Hữu nghị Ấn Độ-Bhutan đã được sửa đổi lại với tất cả các tham chiếu đến các cụm từ như xóa bỏ cụm "sẽ được hướng dẫn", do đó loại bỏ những nghi ngờ cuối cùng về tình hình có chủ quyền và độc lập của Bhutan.

## Các nhánh của Chính phủ
Hiến pháp của Bhutan quy định chính phủ bao gồm ba nhánh chính - hành pháp, lập pháp và tư pháp - cùng với Dratshang Lhentshog (Ủy ban Các vấn đề về Tu viện), một tổ chức phi chính trị của phái Phật giáo Drukpa Kagyu. Các nhánh thế tục và tôn giáo của chính phủ được thống nhất trong bản thân Druk Gyalpo (Quốc vương Bhutan).
Sự tam quyền phân lập của chính phủ thế tục không hẳn là tuyệt đối. Có nhiều uỷ ban độc lập, cơ quan và tổ chức hoạt động bên ngoài khuôn khổ chung này, chẳng hạn như Cơ quan Tiền tệ Hoàng gia và Ủy ban Bầu cử. Ngoài ra còn có các cơ quan có thành viên được lấy từ nhiều nhánh của chính phủ, chẳng hạn như Ủy ban Tư pháp. Ngoài ra, có một số bộ trong nhánh hành pháp của Chính phủ (chẳng hạn như Bộ Nội vụ và Văn hoá) lần lượt ủy thác quyền hạn cho các phòng ban phụ trợ theo pháp luật của nhánh lập pháp. Nhánh lập pháp của Chính phủ tự giám sát các chính quyền địa phương.

### Nhánh hành pháp
| Những viên chức chủ chốt | Những viên chức chủ chốt       | Những viên chức chủ chốt | Những viên chức chủ chốt  |
| Chức vụ                  | Tên                            | Đảng                     | Từ                        |
| ------------------------ | ------------------------------ | ------------------------ | ------------------------- |
| Quốc vương               | Jigme Khesar Namgyel Wangchuck |                          | ngày 15 tháng 12 năm 2006 |
| Thủ tướng                | Tshering Tobgay                | Đảng Dân chủ Nhân dân    | ngày 7 tháng 11 năm 2018  |

Mặc dù danh hiệu này là cha truyền con nối, Quốc vương phải nghỉ hưu ở tuổi 65. Ngoài ra, quá trình buộc Druk Gyalpo thoái vị sẽ được tiến hành khi có đa số hai phần ba nghị viên kiến nghị, sau đó phải được sự đồng thuận đa số của nhân dân thuộc hai mươi huyện trên toàn quốc. Trước năm 2008, một quá trình thoái vị tương tự đã tồn tại theo đó Tshogdu (Quốc hội đơn viện) có thể buộc vua phải thoái vị.
Đức Je Khenpo là Pháp chủ của Giáo hội trung ương Bhutan và là Chủ tịch Dratshang Lhentshog (Ủy ban Tự viện). Ông được xem là cố vấn thân cận và quyền lực nhất cho Druk Gyalpo. Đức Je Khenpo hiện tại là Jigme Chhoeda.
Người đứng đầu chính phủ Bhutan là Thủ tướng của nước này. Thủ tướng được đề cử bởi đảng chiếm nhiều ghế nhất trong Quốc hội và đứng đầu nội các điều hành, được gọi là Lhengye Zhungtshog (Hội đồng Bộ trưởng).
Năm 1998, quyền hành pháp của quốc vương được chuyển giao cho Hội đồng Bộ trưởng. Vào thời điểm đó, các ứng cử viên cho Hội đồng Bộ trưởng được Quốc hội bầu chọn cho một nhiệm kỳ năm năm cố định và phải là thành viên của hội đồng lập pháp. Nội các do Thủ tướng đứng đầu, người là người đứng đầu chính phủ. Vị trí của Thủ tướng được luân phiên mỗi năm giữa năm ứng cử viên có số phiếu bầu cao nhất. Hiến pháp dự thảo năm 2005 của Bhutan bao gồm điều khoản cho một hệ thống dân chủ hai đảng được công bố sau bốn năm chuẩn bị. Trước đây, các ứng cử viên vào nội các Hội đồng Bộ trưởng (Lhengye Zhungtshog) đều được đề cử bởi Quốc vương, do Quốc hội bầu. Các thành viên phục vụ các nhiệm kỳ cố định năm năm. Cũng có một Hội đồng Cố vấn Hoàng gia (Lodoi Tsokde), các thành viên do quốc vương chỉ định.

### Nhánh lập pháp

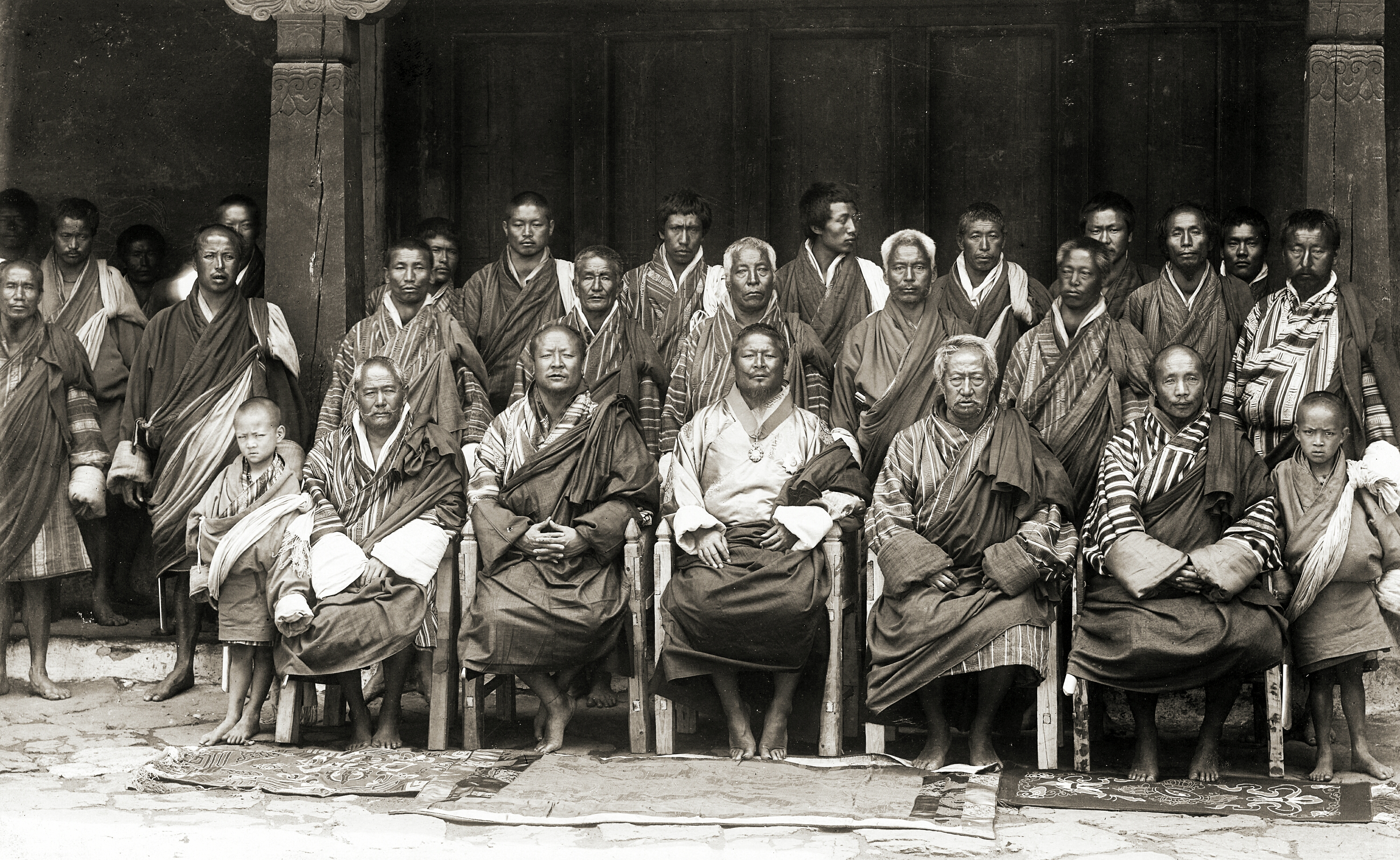
Druk Gyalpo Ugyen Wangchuk với các thành viên Hội đồng tại Punakha, Bhutan (1905)

Bhutan bầu cử ngành lập pháp thông qua cuộc bỏ phiếu phổ thông theo Hiến pháp năm 2008. Nghị viện Bhutan lưỡng viện, gồm Hội đồng Quốc gia (thượng viện) và Quốc hội (hạ viện).
Trước năm 2008, nhánh lập pháp là Tshogdu đơn viện. Tshogdu có 150 thành viên, 106 thành viên được bầu vào các ngày khác nhau trong nhiệm kỳ ba năm trong các đơn vị bầu cử một ghế, 34 thành viên được bổ nhiệm và 10 đại diện của cơ quan tu viện. Cách thức bỏ phiếu ở Bhutan tại thời điểm đó là duy chỉ trong mỗi đơn vị gia đình, chứ không phải cá nhân, có một phiếu bầu
.

#### Các đảng chính trị và các cuộc bầu cử
| Kết quả bầu cử Quốc hội Bhutan từ 31 tháng 5 - 13 tháng 7, 2013 | Kết quả bầu cử Quốc hội Bhutan từ 31 tháng 5 - 13 tháng 7, 2013 | Kết quả bầu cử Quốc hội Bhutan từ 31 tháng 5 - 13 tháng 7, 2013 | Kết quả bầu cử Quốc hội Bhutan từ 31 tháng 5 - 13 tháng 7, 2013 | Kết quả bầu cử Quốc hội Bhutan từ 31 tháng 5 - 13 tháng 7, 2013 | Kết quả bầu cử Quốc hội Bhutan từ 31 tháng 5 - 13 tháng 7, 2013 | Kết quả bầu cử Quốc hội Bhutan từ 31 tháng 5 - 13 tháng 7, 2013 |
| Đảng | Vòng 1                                                          | Vòng 1                                                          | Vòng 2                                                          | Vòng 2                                                          | Vòng 2                                                          | Vòng 2                                                          |
| Đảng | Số phiếu                                                        | %                                                               | Số phiếu                                                        | %                                                               | Số ghế                                                          | +/–                                                             |
| --- | --------------------------------------------------------------- | --------------------------------------------------------------- | --------------------------------------------------------------- | --------------------------------------------------------------- | --------------------------------------------------------------- | --------------------------------------------------------------- |
| Đảng Dân chủ Nhân dân | 68,650                                                          | 32.53                                                           | 138,760                                                         | 54.88                                                           | 32                                                              | +30                                                             |
| Đảng Thịnh vượng và Hòa bình | 93,949                                                          | 44.52                                                           | 114,093                                                         | 45.12                                                           | 15                                                              | −30                                                             |
| Druk Nyamrup Tshogpa | 35,962                                                          | 17.04                                                           |                                                                 |                                                                 |                                                                 |                                                                 |
| Druk Chirwang Tshogpa | 12,457                                                          | 5.90                                                            |                                                                 |                                                                 |                                                                 |                                                                 |
| Tổng | 211,018                                                         | 100                                                             | 252,853                                                         | 100                                                             | 47                                                              | 0                                                               |
| Cử tri đi bầu | 381,790                                                         | 55.27                                                           | 381,790                                                         | 66.23                                                           | –                                                               | –                                                               |
| Nguồn: Ủy ban bầu cử Bhutan a Lưu trữ ngày 5 tháng 11 năm 2013 tại Wayback Machine, b Lưu trữ ngày 1 tháng 6 năm 2014 tại Wayback Machine c Lưu trữ ngày 1 tháng 6 năm 2014 tại Wayback Machine |                                                                 |                                                                 |                                                                 |                                                                 |                                                                 |                                                                 |

Tại Bhutan, các đảng chính trị, bầu cử và tham chiếu được Ủy ban Bầu cử kiểm soát, một cơ quan quản lý độc lập của chính phủ.
Ứng cử viên cho hầu hết các cuộc bầu cử và bổ nhiệm tại Bhutan phải là không đảng phái; tuy nhiên, các đảng chính trị có thể đưa ra những ứng cử viên cho các ghế trong Quốc hội. Đảng chiếm nhiều ghế nhất sẽ đề cử Thủ tướng. Thủ tướng đầu tiên, Jigme Thinley, là một thành viên của Đảng Hoà Bình và Thịnh vượng Bhutan. Thủ tướng hiện nay, Tshering Tobgay, đứng đầu Đảng Dân chủ Nhân dân.
Các nhóm áp lực chính trị bao gồm giới tăng lữ Phật giáo; các tổ chức dân tộc người Nepal dẫn đầu chiến dịch chiến đấu chống chính phủ; cộng đồng thương gia Ấn Độ và Mặt trận Dân chủ Thống nhất lưu vong.

### Nhánh tư pháp
Hệ thống pháp luật của Bhutan dựa trên những bộ luật được thành lập bởi Zhabdrung Ngawang Namgyal vào thế kỷ XVII và bị ảnh hưởng bởi thông luật Anh-Ấn. Theo Hiến pháp năm 2008, ngành tư pháp bao gồm Tòa án Tối cao, Toà án Cấp cao, và 20 tòa án Dzongkhag. Đối với 13 khu vực pháp lý dungkhag trong sáu Dzongkhags, Tòa án Dungkhag là tòa sơ thẩm. Trong tất cả các khu vực pháp lý bên ngoài dungkhags, Tòa án Dzongkhag là tòa án dân sự và hình sự sơ thẩm. Tòa án Cấp cao là tòa án đầu tiên của kháng cáo, và Toà án Tối cao là tòa phúc thẩm cuối cùng. Tòa án Tối cao cũng có thẩm quyền ban đầu về các vấn đề hiến pháp và các vấn đề có tầm quan trọng quốc gia được Quốc vương đề cập. Các thẩm phán Tòa án Tối cao và Cấp cao được Quốc vương bổ nhiệm.
Trước năm 2008 trong hệ thống tư pháp Bhutan, quốc vương là quan tòa cuối cùng của kháng cáo ("Toà án Tối cao về Kháng cáo"), và các quan chức chính quyền địa phương tuyên án cho những tội nhỏ. Tòa án Cấp cao Hoàng gia Bhutan là tòa án cao nhất trong nước và có thẩm quyền ban đầu đối với hai mươi quận của quốc gia. Các quan tòa bổ nhiệm được thực hiện bởi nhà vua, và có thể được ông triệu hồi bất cứ lúc nào.

#### Hệ thống pháp luật
Hệ thống tư pháp hình sự dựa trên việc xét xử trước một nhóm thẩm phán, và do đó giống với hệ thống Napoleon hơn là hệ thống đối nghịch của Anh hoặc Mỹ. Công tố viên, một nhân viên chính phủ, tìm kiếm sự thừa nhận về việc có tội của bị cáo. Nếu điều này xảy ra nhanh chóng, phán quyết có thể được khoan dung. Nếu sự có tội đã rõ ràng nhưng bị cáo từ chối thừa nhận, phán quyết có thể tương ứng nghiêm trọng. Thẩm phán có thể bác bỏ các trường hợp thiếu chứng cứ bất cứ lúc nào. Luật pháp gần đây xác định rõ hơn về chứng cứ phạm tội yêu cầu, tăng cường bảo vệ chống lại các lời buộc tội không đáng kể hoặc nhầm lẫn. Các tội phạm hình sự nhỏ có thể được xét xử bởi "dzongkhag Drangpon" (Thẩm phán Quận).
Bhutan hiện vẫn không chấp nhận phán quyết bắt buộc của Tòa án Công lý Quốc tế.

## Phân cấp hành chính
Một cách không chính thức, Bhutan được chia thành 4 vùng (dzongdey), mang tính chất địa lý. Các vùng lại chia thành 20 huyện (dzongkhag); Bumthang, Chukha, Dagana, Gasa, Ha, Lhuntse, Mongar, Paro, Pemagatshel, Punakha, Samdrup Jongkhar, Samtse, Sarpang, Thimphu, Trashirang, Trashiyangtse, Trongsa, Tsirang, Wangdue Phodrang, vàZhemgang. Dưới các dzongkhag lớn là các dungkhag.

## Tham gia các tổ chức quốc tế
Bhutan hiện là thành viên của các tổ chức Ngân hàng Phát triển châu Á (ADB), Sáng kiến vùng Vịnh Bengal BIMSTEC, Chương trình Colombo, UNESCAP, FAO, G77, IBRD, Tổ chức Hàng không Dân dụng Quốc tế ICAO, Hiệp hội Phát triển Quốc tế (IDA), Quỹ Quốc tế về Phát triển nông nghiệp (IFAD), Tổng công ty Tài chính Quốc tế (IFC), Quỹ Tiền tệ Quốc tế (IMF), Intelsat, Interpol, Ủy ban Olympic Quốc tế (IOC), Liên minh Viễn thông Quốc tế (ITU), Phong trào không liên kết (NAM), Tổ chức Cấm Vũ khí Hóa học (OPCW), Hiệp hội Nam Á vì sự Hợp tác Khu vực (SAARC), Liên Hợp Quốc (UN), UNCTAD, UNESCO, UNIDO, UPU, Tổ chức Y tế Thế giới (WHO), Tổ chức Khí tượng Thế giới (WMO), Tổ chức Sở hữu Trí tuệ Thế giới (WIPO), Tổ chức Du lịch Thế giới (WTO).